# Samuel Grandsir
Samuel Grandsir (Évreux, 14 agosto 1996) è un calciatore francese, attaccante svincolato.

## Caratteristiche tecniche
Ala destra impiegabile anche a sinistra, dotato di velocità e visione di gioco, è stato paragonato al connazionale Dimitri Payet.

## Carriera

### Club

#### Troyes
Cresciuto nella squadra della sua città d'origine, l'Évreux, nel 2012 approda nel settore giovanile del Troyes all'età di 15 anni.
Nel marzo 2016 firma il primo contratto da professionista della durata di tre anni. Debutta in prima squadra il 24 aprile nella partita persa dal Troyes sul campo del Montpellier, subentrando al 76' al brasiliano Thiago Xavier.
Nella stagione 2016-2017 viene espulso alla prima partita di Ligue 2 persa contro il Sochaux, rimediando il cartellino rosso ad appena quattro minuti dal suo ingresso in campo. La scarsa disciplina costituisce un problema nelle prime gare, come dimostra l'ennesimo rosso rimediato a Nîmes alla terza partita da titolare.  Il 13 gennaio contro l'Ajaccio realizza al 5' il primo gol in carriera, ma il Troyes esce sconfitto dal confronto. Torna al gol il 4 marzo nel largo successo 4-0 contro l'Amiens. Il terzo e ultimo gol stagionale arriva all'ultima giornata, nella trasferta di Sochaux, ed è decisivo per consentire al Troyes di vincere 3-2 e accedere allo spareggio contro il Lorient. Il Troyes conquista poi la promozione in Ligue 1.
La stagione 2017-2018 si apre con il match casalingo del Troyes contro il Rennes. Grandsir realizza la rete del momentaneo vantaggio al 5', mettendo a segno il primo gol nel massimo campionato alla seconda presenza. Il 23 settembre segna il gol che vale la vittoria 1-0 sul campo del Metz. La terza e ultima rete stagione arriva il 15 aprile nella sconfitta interna contro il Olympique Marsiglia. Il Troyes chiude il campionato al penultimo posto, retrocedendo nuovamente in Ligue 2.

#### Monaco e prestiti
Il 9 giugno 2018 passa al Monaco, con cui firma un contratto di cinque anni. Esordisce con la squadra del Principato il 4 agosto a Shenzhen nella Supercoppa di Francia persa 4-0 contro il Paris Saint-Germain, disputando il primo tempo per essere poi sostituito all'intervallo da Keita. Debutta in campionato l'11 agosto a Nantes, servendo un assist a Falcao. Il 18 settembre va a segno all'esordio in Champions League nella gara persa in casa contro l'Atlético Madrid. La stagione, iniziata sotto buoni auspici, vede una clamorosa crisi del Monaco che si ritrova nei bassifondi della classifica e l'allenatore Leonardo Jardim rimpiazzato da Thierry Henry. Il 20 ottobre, nell'esordio del tecnico francese a Strasburgo, Grandsir subentra a Jovetić ed è espulso ad appena due minuti dall'ingresso in campo, rimanifestando i vecchi fantasmi caratteriali. A complicare ulteriormente le cose un infortunio alla coscia rimediato a fine novembre in allenamento.
Il 20 gennaio è ceduto in prestito allo Strasburgo. Il semestre in Alsazia, benché contraddistinto da un modesto impiego, porta in dote il primo trofeo personale, la Coupe de la Ligue vinta ai rigori contro il Guingamp.
Il 23 luglio 2019 è prestato al Brest, club neopromosso in Ligue 1.

#### Los Angeles Galaxy
Terminato il prestito a Brest fa ritorno nel Principato; messo ai margini della rosa, l'11 marzo 2021 viene ceduto a titolo definitivo ai LA Galaxy.

#### Nazionale
Il 5 ottobre 2017 debutta con la Francia Under-21 nell'incontro di qualificazione agli Europei di categoria vinto 2-1 contro i pari età del Montenegro.

## Statistiche

### Presenze e reti nei club
Statistiche aggiornate al 4 settembre 2024.
| Stagione         | Squadra          | Campionato       | Campionato | Campionato | Coppe nazionali | Coppe nazionali | Coppe nazionali | Coppe continentali | Coppe continentali | Coppe continentali | Altre coppe | Altre coppe | Altre coppe | Totale | Totale | Totale |
| Stagione         | Squadra          | Comp             | Pres       | Reti       | Comp            | Pres            | Reti            | Comp               | Pres               | Reti               | Comp        | Pres        | Reti        | Pres   | Reti   |        |
| ---------------- | ---------------- | ---------------- | ---------- | ---------- | --------------- | --------------- | --------------- | ------------------ | ------------------ | ------------------ | ----------- | ----------- | ----------- | ------ | ------ | ------ |
| 2015-2016        | Troyes           | L1               | 1          | 0          | CF+CdL          | 0               | 0               |                    | -                  | -                  |             | -           | -           | 1      | 0      |        |
| 2016-2017        | Troyes           | L2               | 32         | 3          | CF+CdL          | 3+1             | 2+0             |                    | -                  | -                  |             | -           | -           | 36     | 5      |        |
| 2017-2018        | Troyes           | L1               | 36+2       | 3+0        | CF+CdL          | 3+1             | 1+0             |                    | -                  | -                  |             | -           | -           | 42     | 3      |        |
| Totale Troyes    | Totale Troyes    | Totale Troyes    | 71         | 6          |                 | 8               | 2               |                    | -                  | -                  |             | -           | -           | 79     | 8      |        |
| 2018-gen. 2019   | Monaco           | L1               | 12         | 0          | CF+CdL          | 1+1             | 0               | UCL                | 3                  | 1                  | SF          | 1           | 0           | 18     | 1      |        |
| gen.-mag. 2019   | Strasburgo       | L1               | 8          | 0          | CF+CdL          | 1+0             | 0               |                    | -                  | -                  |             | -           | -           | 9      | 0      |        |
| 2019-2020        | Brest            | L1               | 24         | 3          | CF+CdL          | 1+2             | 0+2             |                    | -                  | -                  |             | -           | -           | 27     | 5      |        |
| 2020-mar. 2021   | Monaco           | L1               | -          | -          | CF              | -               | -               | UCL                | -                  | -                  | SF          | -           | -           | -      | -      |        |
| 2021             | LA Galaxy        | MLS              | 34         | 3          |                 | -               | -               |                    | -                  | -                  |             | -           | -           | 34     | 3      |        |
| 2022             | LA Galaxy        | MLS              | 33+2       | 3+1        | USOC            | 4               | 0               | LC                 | 1                  | 0                  | -           | -           | -           | 40     | 4      |        |
| Totale LA Galaxy | Totale LA Galaxy | Totale LA Galaxy | 67+2       | 6+1        |                 | 4               | 0               |                    | 1                  | 0                  |             | -           | -           | 74     | 7      |        |
| gen.-giu. 2023   | Le Havre         | L2               | 14         | 2          | CF              | 0               | 0               |                    | -                  | -                  |             | -           | -           | 14     | 2      |        |
| 2023-2024        | Le Havre         | L1               | 23         | 1          | CF              | 2               | 0               |                    | -                  | -                  |             | -           | -           | 25     | 1      |        |
| 2024-2025        | Le Havre         | L1               | 2          | 0          | CF              | 0               | 0               |                    | -                  | -                  |             | -           | -           | 2      | 0      |        |
| Totale Le Havre  | Totale Le Havre  | Totale Le Havre  | 39         | 3          |                 | 2               | 0               |                    | -                  | -                  |             | -           | -           | 41     | 3      |        |
| Totale carriera  | Totale carriera  | Totale carriera  | 223        | 19         |                 | 20              | 4               |                    | 4                  | 1                  |             | 1           | 0           | 248    | 24     |        |

### Cronologia presenze e reti in nazionale
| Cronologia completa delle presenze e delle reti in nazionale ― Francia under 21 | Cronologia completa delle presenze e delle reti in nazionale ― Francia under 21 | Cronologia completa delle presenze e delle reti in nazionale ― Francia under 21 | Cronologia completa delle presenze e delle reti in nazionale ― Francia under 21 | Cronologia completa delle presenze e delle reti in nazionale ― Francia under 21 | Cronologia completa delle presenze e delle reti in nazionale ― Francia under 21 | Cronologia completa delle presenze e delle reti in nazionale ― Francia under 21 | Cronologia completa delle presenze e delle reti in nazionale ― Francia under 21 |
| Data                                                                            | Città                                                                           | In casa                                                                         | Risultato                                                                       | Ospiti                                                                          | Competizione                                                                    | Reti                                                                            | Note                                                                            |
| ------------------------------------------------------------------------------- | ------------------------------------------------------------------------------- | ------------------------------------------------------------------------------- | ------------------------------------------------------------------------------- | ------------------------------------------------------------------------------- | ------------------------------------------------------------------------------- | ------------------------------------------------------------------------------- | ------------------------------------------------------------------------------- |
| 5-10-2017                                                                       | Troyes                                                                          | Francia under 21                                                                | 2 – 1                                                                           | Montenegro under 21                                                             | Qual. Europeo Under-21 2019                                                     | -                                                                               | 66’                                                                             |
| 9-10-2017                                                                       | Esch-sur-Alzette                                                                | Lussemburgo under 21                                                            | 2 – 3                                                                           | Francia under 21                                                                | Qual. Europeo Under-21 2019                                                     | -                                                                               | 65’                                                                             |
| 25-5-2018                                                                       | Bienne                                                                          | Svizzera under 21                                                               | 2 – 1                                                                           | Francia under 21                                                                | Amichevole                                                                      | -                                                                               | 63’                                                                             |
| 29-5-2018                                                                       | Besançon                                                                        | Francia under 21                                                                | 1 – 1                                                                           | Italia under 21                                                                 | Amichevole                                                                      | -                                                                               | 67’                                                                             |
| Totale                                                                          |                                                                                 | Presenze                                                                        | 4                                                                               |                                                                                 | Reti                                                                            | 0                                                                               |                                                                                 |

## Palmarès

### Club

#### Competizioni nazionali
- Coppa di Lega francese: 1

Strasburgo: 2018-2019